# El Genovés (Valencia)
El Genovés (spanisch Genovés) ist eine Gemeinde mit 2.823 Einwohnern (Stand: 2024) in der spanischen Provinz Valencia. Sie befindet sich in der Comarca La Costera. Zur Gemeinde gehört auch die Ortschaft Alboi (Alboy). 

## Geografie
El Genovés liegt etwa 59 Kilometer südsüdwestlich von Valencia in einer Höhe von ca. 120 m am Río Albaida.

## Demografie
| 1900 | 1930 | 1950 | 1970 | 1981 | 1991 | 2001 | 2011 | 2021 |
| ---- | ---- | ---- | ---- | ---- | ---- | ---- | ---- | ---- |
| 1166 | 1404 | 1539 | 1823 | 2031 | 2189 | 2412 | 2826 | 2785 |

## Sehenswürdigkeiten
- alte und neue Marienkirche (Iglesia de Virgen de los Dolores)
- Brunnen San Pascual Bailón
- Kapelle Johannes der Täufer in Alboi
- Pelotamuseum

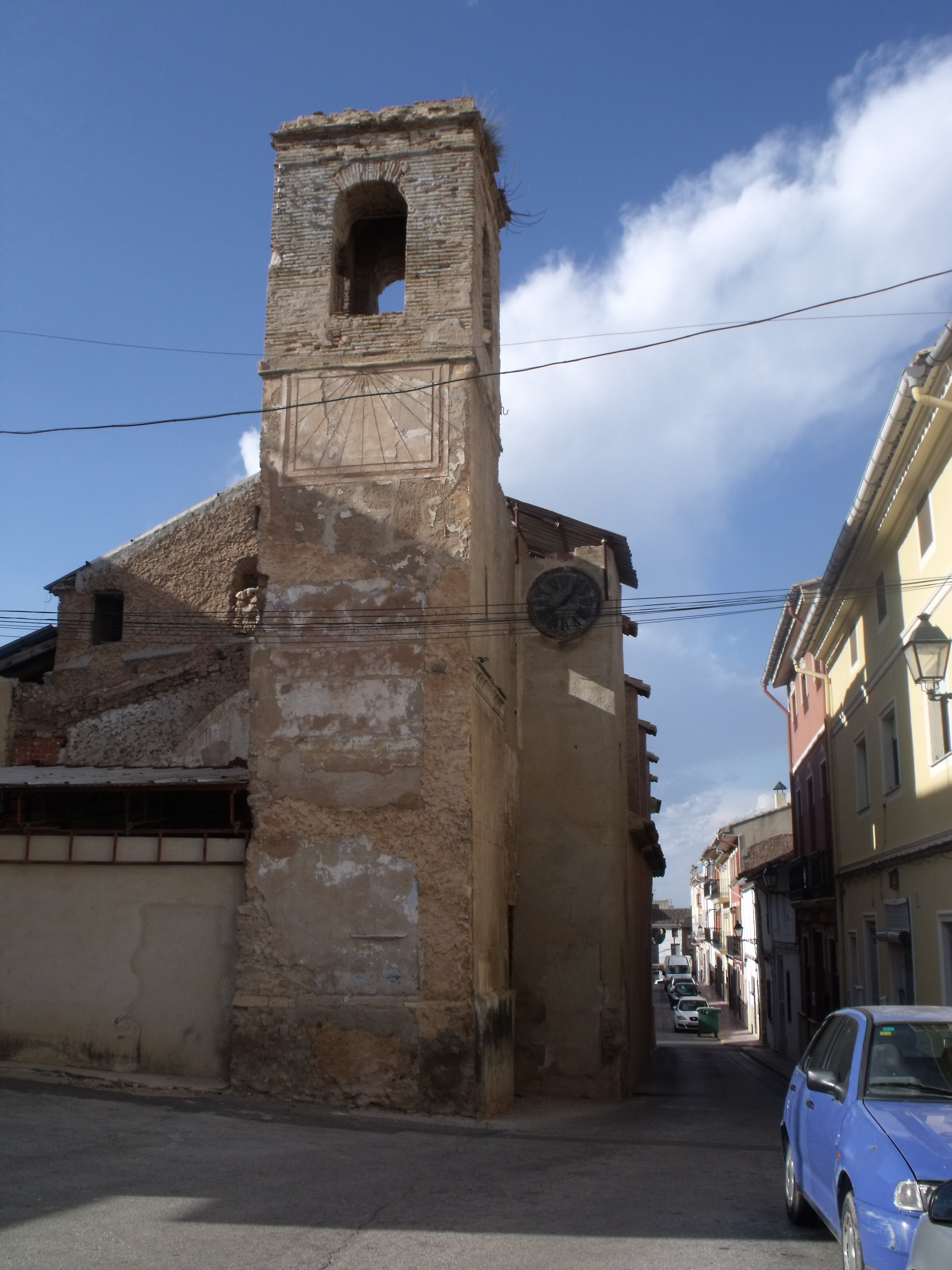
Alte Marienkirche
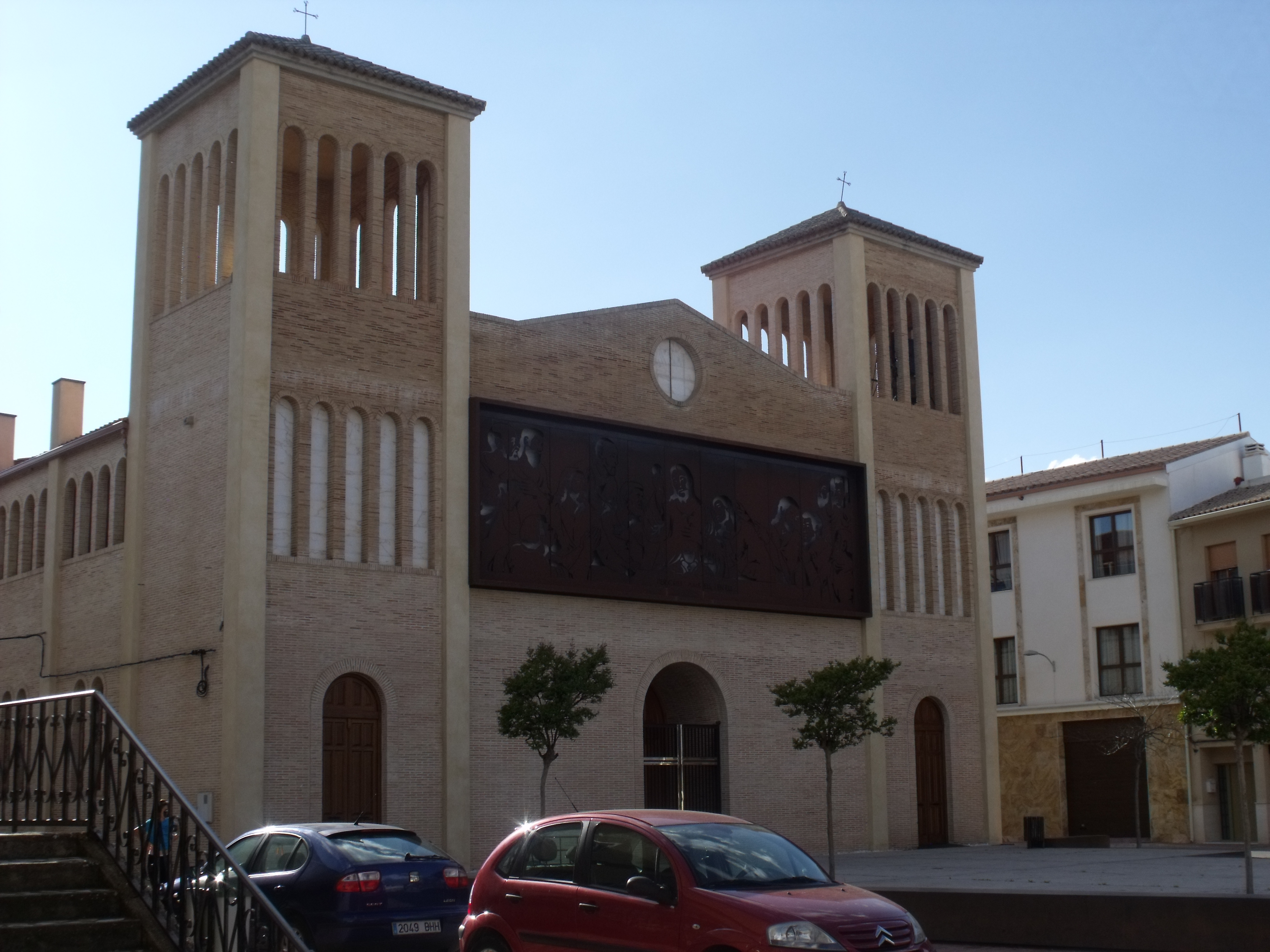
Neue Marienkirche
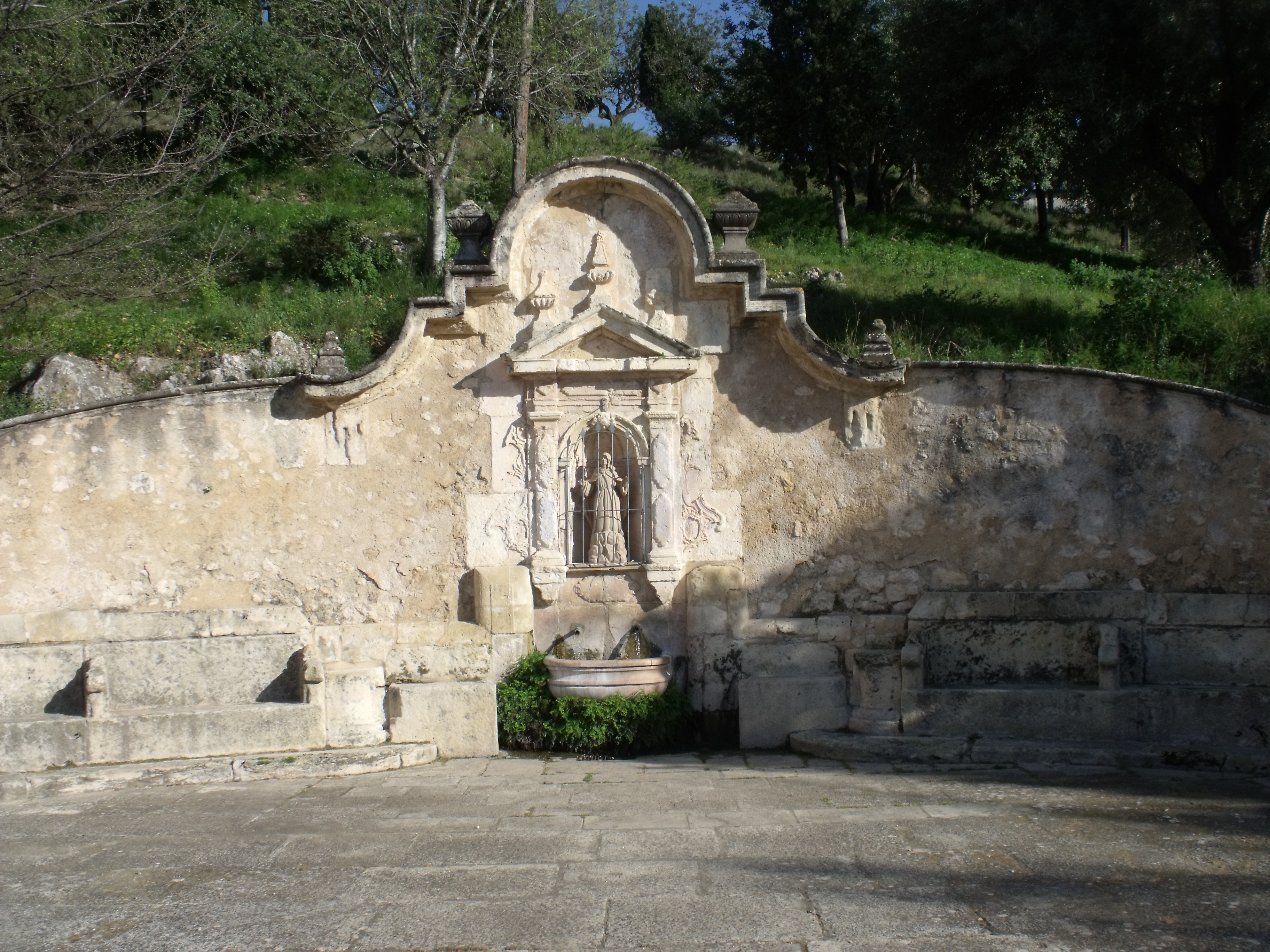
Brunnen San Pascual Bailón
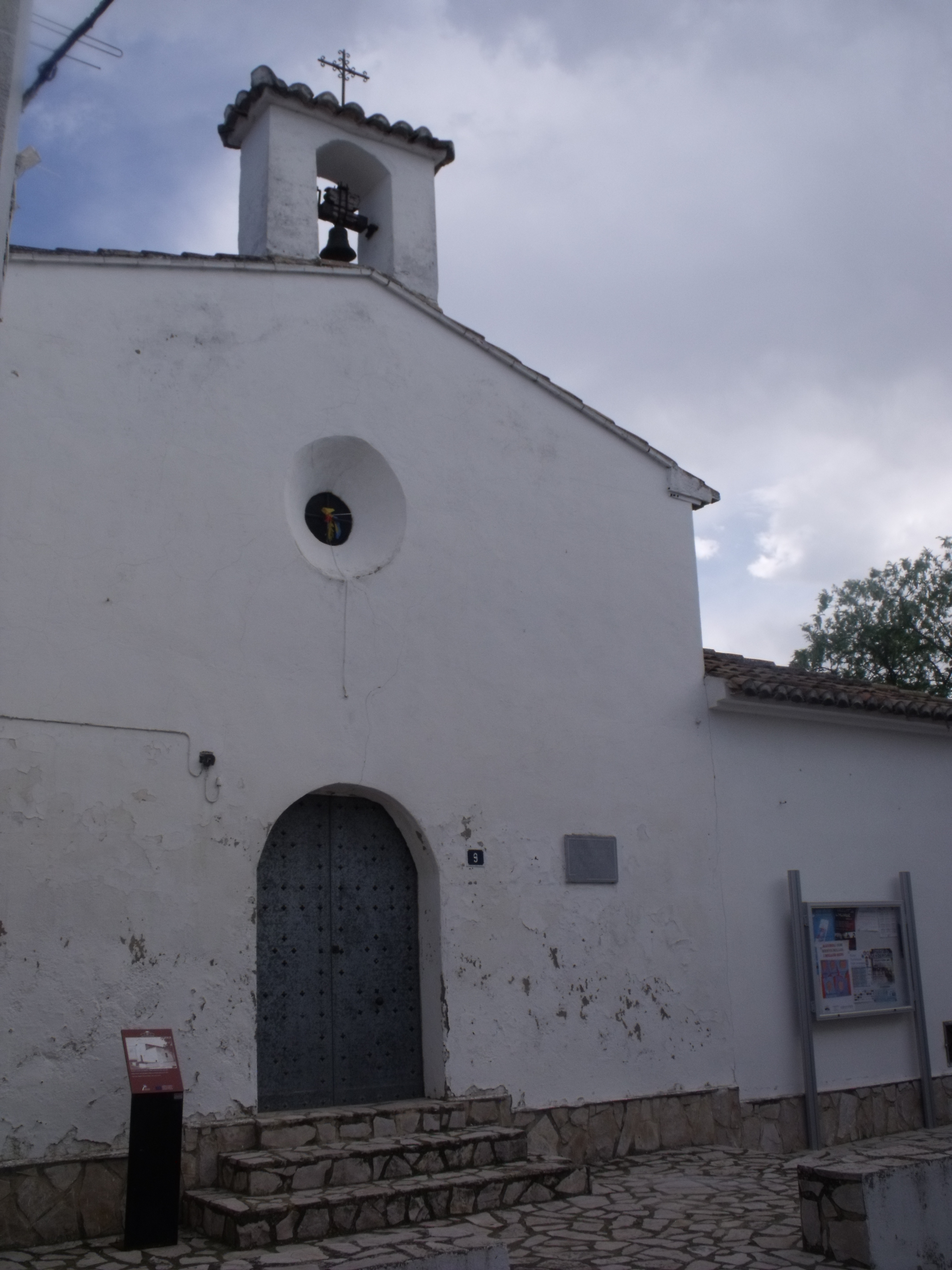
Kapelle Johannes-der-Täufer
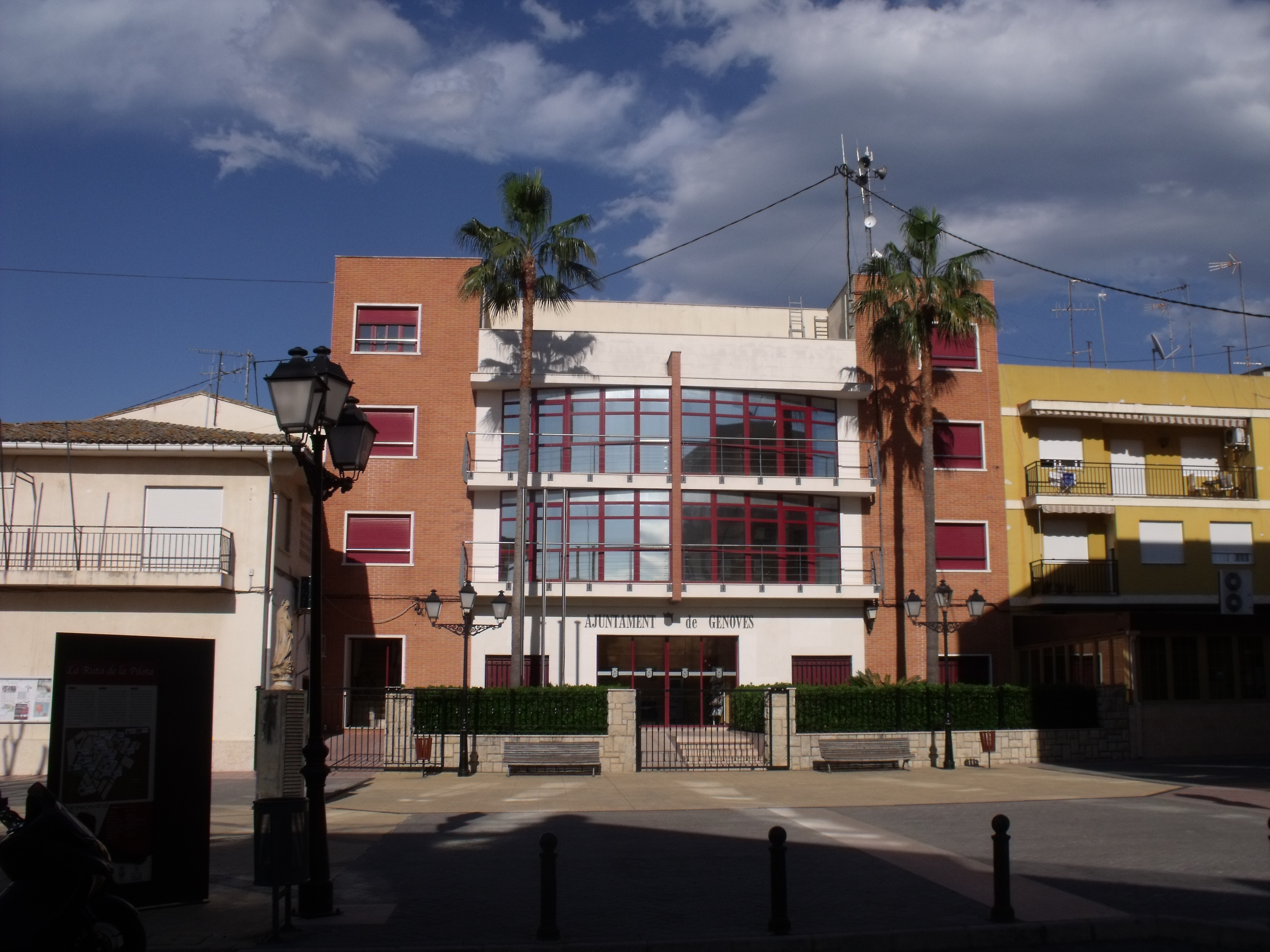
Rathaus